# Перибсен
Перибсен (Сет-пер-иб-сен — „Сет — нада свих срца“) био је староегипатски владар (фараон) из друге династије. Владао је у рано династичко доба око 2760. године п. н. е., највероватније само Горњим Египтом. Дужина његове владавине процењује се на 11 до 20 година.
Не постоји ниједан споменик у Египту који би му се могао приписати. Сви натписи са његовим именом (серехом) су пронађени у Абидосу, где му је гробница, и у фараоновој погребној соби у Сакари (8 фрагмената камених посуда из комплекса степенасте пирамиде). Отисак његовог печата пронађен је у рушевинама Елефантине.
Перибсенов избор Сета (бога хаоса) уместо Хоруса (који симболизује ред) за краљевско божанство био је необичан и редак у египатској историји. Сет је сматран „злом“ компонентом која је неопходна да скупа са позитивним аспектом Хоруса свет одржава у космичкој равнотежи.

## Име и идентитет
Име и идентитет фараона Перибсена предмет је бројних дискусија међу египтолозима. На печатима из Абидоса и Елефантине божанство Аш је наглашено више него Сет, што је навело стручњаке попут Жан-Пјера Пецника и Јохема Кала да Перибсеново име читају као Аш-Перибсен.
Перибсен је једини фараон Старог Египта који је употребљавао Сетово име (Сет Перибсен). Користио је уобичајену титулу „Господара Горњег и Доњег Египта“, иако нема индикација да је владао северније од Бејт Калафа код Абидоса.
| E20 |

| E20 |

| pr · ib | s | n |

| pr · ib | s | n |

| pr · ib | s | n |

| pr · ib | s | n |

| E20 |

| E20 |

| pr · ib | s | n |

| pr · ib | s | n |

| pr · ib | s | n |

| pr · ib | s | n |

Док Рихард Вајл и Јохем Кал јасно разликују краља Перибсена и његовог наследника Сехемиба, други стручњаци, попут Валтера Брајана Емерија, тврде да је Перибсен почетком своје владавине променио име од Хор-Сехемиб у Сет-Перибсен. Постоји и мишљење да су Секхемиб и Сет-Перибсен два имена која је исти фараон паралелно користио. Све ове теорије су још недоказане услед контрадикторних историјских доказа.
Анри Готје и Дитрих Вилдунг сматрају да су Перибсен и његов претходник Сенед представљали исту особу и то мишљење заснивају на списковима фараона из времена Рамзеса, где се помиње само Сенед. Сет-Перибсен је, по њиховом мишљењу, временом заборављено име фараона. Против ове теорије сведоче натписи из гробнице свештеника Шерија у Сакари где се помињу и Перибсен и Сенед, један поред другог. Овај доказ чини вероватним постојање два различита владара.
У стручним круговима постоји теорија да је Перибсен био владар који се помиње у Сакари и у Торинском краљевском канону као неименован (Хуђефа).

## Однос фараона Перибсена и бога Сета
Разлог за избор бога Сета као Перибсеновог главног бога могла је бити последица:
- чињенице да није владао целим Египтом
- насилног преузимања власти — сматра се да Перибсен није био законити наследник престола[11]
- револуционарне промене у владарској идеологији — промена није била потпуна, јер постоје докази да је Перибсен користио и атрибуте Хоруса[12]
- Сет је био митолошки господар страних земаља и симбол њиховог освајања[13]

### Теме ранијих истраживања
До 1970их међу истраживачима је била популарна теорија по којој је Перибсен, слично каснијем фараону Акхенатону, тежио религији са једним богом (монотеизам). Ова виђења су се заснивала на ископавањима и истраживањима египтолога Персија Њуберија и Јарослава Черног, који су у Перибсеновој наклоности према Сету видели могуће верско отпадништво.
У то време још нису постојали резултати анализе камена из Палерма, нити релевантних отисака печата. Из тих разлога није постојало веродостојно објашњење за Перибсенов избор новог божанства. Зато се дуго одржала репутација Перибсена као „духовног претече“ Ехнатона.

### Новија истраживања
Отисци печата и фрагменти посуда из Абидоса и Елефантине, који су пронађени касних 1970их, попунили су велике недостатке у ранијим сазнањима. На пронађеним артефактима уз Сета су приказана и друга божанства, што јасно говори о многобоштву. На двама отисцима цилиндричних печата, изнад фараоновог сереха, приказани су богови Сет и Ра.
Египтолози Волфганг Хелк, Николас Гримал и Барбара Бел су тврдили да је, за време владавине Перибсеновог претече Нинечера, Египтом владала тешка вишегодишња суша која је оставила велике последице на државу у време 2. династије. На ову тезу наводе натписи са камена из Палерма који указују да је крајем Нинечерове владавине ниво реке Нила био опасно низак.
По мишљењу истраживача, суша је изазвала кризу у снабдевању водом и храном, што је довело до нереда који су могли дезинтегрисати египатско царство. Нинечерови наследници су могли одлучити да поделе царство у две половине, којима би онда било лакше управљати. Ако је ова теорија тачна, онда је Перибсен владао јужним Египтом (Горњи Египат), док је Сенед владао северним Египтом (Доњи Египат). Пронађене верзије имена фараона из времена 26. династије потврђују Сенеда као „Страшног краља Доњег Египта“.

### Политичке промене под Перибсеновом влашћу
Принудна деоба царства допринела је да Перибсен промени неке формалне атрибуте своје власти. Прво је прилагодио своје име и титуле политичко-географским околностима: пошто су у Горњем Египту веома поштовани богови Сет и Аш, и пошто је и сам потицао из горњоегипатске провинције Ком Омбо, дао је себи име Сет/Аш-Перибсен, што доказују промене на његовом краљевском печату (сереху). Његов избор имена и бога заштитника била је дакле тактичка одлука у сврху политичке пропаганде.
Перибсенова државна политика имала је велики утицај на управљање државом. Печати бирократа из Абидоса и Елефантине, као и остаци посуда, сведоче да су државни службеници називани „управницима југа“ и „оданим повереницима краља Горњег Египта“. Пошто Перибсен није имао утицаја у Доњем Египту, он је своје интересовање усмерио на ширење царства на југ, преко границе код Елефантине.
Важан управни центар био је фараонов посед „Кнежевине старих барки“, јер се он врло често налази на пронађеним отисцима печата. Важни администратори фараона Перибсена били су Ини Ха и Нихебхенеб. Њихова имена се такође често појављују на отисцима печата.
Нова престоница Горњег Египта постао је Кенубет („Заштитник Омба“). Ово име се појављује на малом броју пронађених артефаката и приказано је у необичном оквиру (картушу) који је требало да нагласи природу фараонске престонице. Имена египатских фараонских поседа су у то време обично приказивана у оквиру са споља назубљеном шаром, што овде није случај. Име Кенубет је раније погрешно сматрано Хорусовим именом.
Перибсен није имао никакав утицај на Доњи Египат, област којом су владали фараони из Мемфиса. Изгледа да између царстава никада није дошло до већих сукоба, нити су фараони један другом били супарници. Доказ за то се може наћи на лажним вратима гробнице свештеника Шерија где је приказано како Перибсен преминулом Сенеду поклања гробну стелу или статуу.
У Перибсеновом гробу у Абидосу постоји натпис који приказује фараона победника како прима данак са севера. Отуда следи да је могуће да је освојио север и ујединио земљу, али за ову тврдњу не постоје други докази.

### Државна религија
На артефактима из Абидоса и Елефантине насликани су богови: Аш, Ра, Баст и Мин. Бог Аш је имао свој културни центар у либијским оазама, богови Баст и Мин у Бубастису и Ашмиму, а бог Сет је имао храмове у Ком Омбу. Бог Сунца Ра је поштован у Хелиополису.

## Одсуство Перибсена у каснијим списковима фараона
У каснијим списковима владара Перибсеново име се не појављује, а уместо њега се у списку фараона из Сакаре и Торинском канону појављују имена фараона Неферкареа, Неферкасокара и непознатог владара (Хуђефа - значи: непознат).
Египтолози Рихард Вајл и Волфганг Хелк сматрају да се спискови фараона из доба Рамзеса односе само на историју мемфиских владара, док Перибсен није владао у Мемфису и сахрањен је у Абидосу. Стога је могуће да су мемфиски свештеници и писари који су сакупљали историјске податке за камен из Палерма намерно изоставили Перибсена, јер су само владари из Мемфиса сматрани пуноправним члановима фараонске лозе.
Блискост са богом Сетом је у каснијем добу Египта изазивала подељена мишљења. Неки владари су га презирали и одрицали се ранијих фараона блиских овом божанству. Други су га поштовали и узимали његово име. Примери су фараони: Сутех (13. династија), Сети I (19. династија) и Сетнат (20. династија).
Остаје нејасно да ли записи грчко-египатског историчара Манетона помињу ове владаре. Имена која он помиње су пренесена у грчки језик и тешка за препознавање. За доба Перибсенове владавине Манетон само тврди да је доба друге половине владавине 2. династије било „тешко доба за Египат“. Овај навод може да се односи на могућ распад Египта на два дела после Нинечерове смрти, јер је подељеност Египта у касније доба сматрана знаком хаоса и пропадања.

## Документи и археолошки налази
Из Перибсенове гробнице у Абидосу потичу две стеле од гранита где су приказани сереци са Перибсеновим именом. Неравна и груба обрада ових стела знатно се разликује од уобичајених гробних стела прве династије. Непознато је да ли је ово било намерно и каква би била симболика тог чина. Лик Сета је касније готово сасвим избрисан.
Из самог гроба потичу камене посуде од углачаног пешчара, кварцита и порфира. Већина њих носи само Перибсенов серех, а две посуде од порфира приказују симбол бога Сунца Ра изнад Сета. Посуде су углавном цилиндричне вазе или чаше које су најшечће пронађене разбијене.
Перибсеново име се може наћи и на отисцима печата из Абидоса и Елефантине. Један од ових печата садржи прву потпуну реченицу писану египатским хијероглифима. Натпис гласи (види слику): Златни, ујединио је обе земље за свога сина краља Горњег и Доњег Египта, Перибсен. 
Пронађен је један цилиндрични печат са Перибсеновим именом. Дуг је 2  и израђен од углачаног пешчара. Натпис садржи Перибсеново име у картушу. Због тога се овај предмет датира у време касне треће династије. Неки експерти сумњају у веродостојност овог налаза јер он није документован. Један сличан цилиндрични печат од другог материјала приказује Перибсеново име без картуша и са пуним церемонијалним именом.
- Отисак печата из Абидоса са Перибсеновим потписом и натписом.
- Печат са Перибсеновим потписом из Абидоса са представом бога Аш
- Фрагмент вазе са именом фараона Секхемиб-Перенмат, које је Сет-Перибсен можда користио у доба своје ране владавине.

У Џосеровој пирамиди у Сакари пронађено је око 35.000 предмета, углавном камених посуда из доба раних династија, али није пронађена ниједна са именом Перибсена.
Перибсен је био поштован у оквиру култа мртвих владара у време четврте династије. За то постоје сведочанства у Гизи и Сакари, у гробницама свештеника Шерија и Инкефа који су били посвећени култу мртвих. То су једине локације где је Перибсеново име нађено северније од Абидоса. На лажним вратима Шеријеве гробнице помиње се не само Перибсен, већ и његов претходник Сенед. Оба имена се налазе у картушима.

## Гробница
Перибсенова једноставна гробница налази се у Ум ел Каабу. Димензије су јој 16×13 . Значајно се разликује од ранијих типичних гробница владара прве династије. Погребна соба, изграђена од цигле, стоји усамљена и окружена ходником. Предсобље има два отвора која кроз два низа од 4 собице воде до гробне собе. Сама соба је величине 7,3×2,89 . Гроб је опљачкан, а у њему су поред Перибсенових печата пронађене камене вазе ранијих владара друге династије. Ту су нађени бројни цилиндрични отисци печата фараона Сехемиба, тако да је настала дилема о томе да ли су Перибсен и Секхемиб представљали исту особу. При првом археолошком ископавању Емил Амелино је пронашао бројне камене и бакарне посуде.
Испред гроба су стајале две стеле са именом владара. Једна од њих је сачувана и налази се у Британском музеју. Гробници је припадао и простор за обреде култа мртвих. То је био простор димензије 108×55 , ограђен масивним зидом од цигли од блата, са малим бројем унутрашњих конструкција. Зидови су били дебели 1,5 метара и најдебљи су икад пронађени у оваквим здањима. Постојала су три улаза: северни, јужни и источни. Северни и јужни улаз имају додатне грађевине. На југоистоку је капела са трима просторијама величине 12,3×9,5 . Код владара прве династије био је обичај да се око гробнице фараона налазе споредни гробови, али ово није случај код Перибсена. То указује да је овај обичај био већ нестао.